# Carex molesta
Espèce
Classification phylogénétique
Carex molesta est une espèce de plantes du genre Carex et de la famille des Cyperaceae.